# Convenzione internazionale sui diritti civili e politici
La Convenzione internazionale sui diritti civili e politici (meglio noto come Patto internazionale sui diritti civili e politici), è un trattato delle Nazioni Unite nato dall'esperienza della Dichiarazione Universale dei Diritti dell'Uomo, adottato nel 1966 ed entrato in vigore il 23 marzo del 1976. Le nazioni firmatarie sono tenute a rispettarla.
La Convenzione internazionale sui diritti civili e politici viene monitorata dal Comitato per i diritti umani delle Nazioni Unite che esamina periodicamente relazioni inviate dagli Stati membri riguardanti la loro osservanza del trattato. 
I diciotto membri del Comitato vengono eletti dagli Stati membri delle Nazioni Unite, ma non rappresentano alcuno Stato. La Convenzione contiene due "protocolli facoltativi".
Il primo protocollo facoltativo pone un regolamento per i reclami individuali in base al quale i singoli cittadini degli Stati membri possono sottoporre reclami, denominati comunicazioni, all'attenzione del Comitato per i diritti umani. Le decisioni del Comitato prese ai sensi del primo protocollo facoltativo hanno creato la più estesa e complessa giurisprudenza nel sistema ONU dei diritti umani. 
Il secondo protocollo facoltativo alla Convenzione internazionale sui diritti civili e politici abolisce la pena di morte. Tuttavia è data facoltà agli Stati firmatari di aggiungere una riserva riguardante l'uso della pena di morte per gravi reati di natura militare commessi in tempo di guerra.

## Origini
La Convenzione internazionale sui diritti civili e politici, così come la Convenzione internazionale sui diritti economici, sociali e culturali hanno origine dallo stesso processo che ha portato all'adozione della Dichiarazione Universale sui Diritti dell'Uomo, per ovviare alla mancanza di obbligazioni cogenti per gli Stati firmatari di quest'ultima. 
La Commissione per i Diritti Umani iniziò la stesura di un paio di convenzioni internazionali con l'intento di imporre ai Paesi firmatari l'obbligo di rispettare i principi a suo tempo convenuti.
A causa di disaccordi tra i Paesi membri riguardo a quali dei diritti (civili e politici oppure economici, sociali e culturali) dovesse venire data maggiore importanza nel testo, venne deciso
di creare due convenzioni internazionali distinte e separate. 
Esse vennero presentate nel corso dell'Assemblea Generale delle Nazioni Unite nel 1954, e approvate nel 1966.

## Contenuti della Convenzione
La Convenzione definisce cinque categorie di diritti umani:
1. La protezione dell'integrità fisica dell'individuo (contro la detenzione arbitraria, la tortura e l'uccisione).
2. L'imparzialità del giudizio (osservanza della legge, diritti del detenuto, procedura giudiziaria, standard minimi di detenzione per i prigionieri, diritto alla difesa, diritto ad un giusto processo).
3. La protezione contro le discriminazioni basate sul sesso, l'etnia o la religione, e quelle di altro genere.
4. La libertà di pensiero, di religione, di coscienza, di parola, di associazione, di stampa e di riunione.
5. Il diritto di partecipazione politica (cioè di fondare o aderire a partiti politici, di voto, di critica delle autorità di governo).

## Effetti della Convenzione nei singoli Stati
Allo stato attuale 168 Stati fanno parte della Convenzione internazionale sui diritti civili e politici, mentre altri 7 l'hanno firmata ma non hanno ancora proceduto alla ratifica.
Una lista delle dichiarazioni e delle riserve espresse all'atto della ratifica da parte di ciascuno degli Stati membri è disponibile in questo sito http://indicators.ohchr.org/

## Stati non membri
Anche se la maggioranza delle nazioni nel mondo ha aderito alla Convenzione internazionale sui diritti civili e politici, vi sono tuttora nazioni che, per diversi motivi, non l'hanno firmata o notificata. I seguenti Stati non erano ancora membri della Convenzione nel luglio del 2007 (alcuni di essi l'hanno firmata):
- Antigua e Barbuda
- Arabia Saudita
- Bahamas
- Bhutan
- Birmania
- Brunei
- Cina[3]
- Città del Vaticano
- Comore
- Cuba[4]
- Emirati Arabi Uniti
- Figi
- Guinea-Bissau[5]
- Isole Marshall
- Isole Salomone
- Kiribati
- Laos[6]
- Malaysia
- Micronesia
- Nauru[7]
- Oman
- Pakistan
- Palau
- Papua Nuova Guinea
- Qatar
- Saint Kitts e Nevis
- Saint Lucia
- Samoa
- São Tomé e Príncipe[8]
- Singapore
- Tonga
- Vanuatu